# 송마음
송마음(1992년 ~ )는 대한민국의 KDB대우증권 소속 탁구선수다. 2015.9월 태국 파타야에서 열린 아시아선수권대회에서 단체 동메달을 획득하였다.

## 출신 학교
- 대야초등학교
- 옥구중학교
- 중앙여자고등학교